# ヘザー・ハーディ
ヘザー・ハーディ（Heather Hardy、1982年1月25日 - ）は、アメリカ合衆国の女子プロボクサー、総合格闘家である。第6代WBO女子世界フェザー級王者。ニューヨーク市ブルックリン区出身・在住。アイルランド系アメリカ人。グリーソンズ・ジムにて選手兼トレーナーとして活動し、一般向けオンラインレッスンも担当している。ディベラ・エンターテインメントと契約した女子プロボクサー第1号。

## 来歴

### ボクシング
2010年、28歳でボクシングを始める。
2012年8月2日、プロデビュー戦でMikayla Nebelを判定で降す。
2013年7月14日、Cassie Trostを4回TKOで降しプロ初のKO勝利。
2013年11月9日、プロ7戦目で初タイトルとなるUBF女子インターナショナルスーパーバンタム級王座を獲得。
2014年10月15日、プロ11戦目で2冠目となるWBC女子インターナショナルスーパーバンタム級王座を獲得。
2015年4月11日、Renata Dosmodi相手にWBCインターナショナル王座の初防衛戦を行うが、3回に偶然のバッティングが起こり試合が停止し無効試合になった。
その後インターナショナル王座は4度防衛。
2018年4月21日、Iranda Paola Torresを判定で降し、NABF女子フェザー級王座獲得。
2018年10月27日、マディソン・スクエア・ガーデンにて初の世界挑戦となるWBO女子世界フェザー級王座決定戦でシェリー・ヴィンセントと対戦し、3-0判定で勝利し初の世界タイトル獲得を果たした。
2019年9月13日、元王者アマンダ・セラノを迎えてWBO初防衛とWBC暫定王座獲得に挑むが、0-3判定で敗れWBO王座陥落。さらに、WBCのクリーン・ボクシング・プログラムにより試合前日の9月12日に行われたドーピング検査で、禁止物資フロセミドの陽性反応が検出されたことが発表され、ニューヨーク州アスレチックコミッションから出場停止6ヶ月と罰金1万ドルの処分を受けた。
2021年5月14日、ジェシカ・カマラ相手に再起戦を行うが、0-3判定で敗れる。
その後41歳という年齢もあり引退説も浮上したが、トレーナーも務めた亡き父の遺言を受け再起を目指すと決意。
2023年2月23日、地元ニューヨークのソニーホールにてにて元ブラジル王者のテインナ・カルドーゾとスーパーフェザー級8回戦を行い、2-0の判定で勝利し再起を果たす。
2023年5月4日、8月5日にテキサス州ダラスのアメリカン・エアラインズ・センターにて5団体統一フェザー級王者となったアマンダ・セラノと約4年ぶりに再戦することがセラノと契約するモスト・バリュアブル・プロモーションズより発表された。ジェイク・ポール vs. ネイト・ディアス戦とのダブルメインとしてDAZNでのPPV配信もされたが、0-3判定で敗れ王座返り咲きはならなかった。
2024年5月11日、Mohegan Sunで行われるBKFCにてベアナックル・ボクシングデビュー戦としてクリスティン・フェレアと対戦予定だったが、度重なる脳震盪による脳損傷と合併症を引き起こしたため欠場となり、引退を余儀なくされた。

### 総合格闘技
2017年1月14日、Invicta FCにてMMAデビューを予定していたが、相手の負傷のため中止。
2017年6月14日のBellator 180にてAlice Yauger戦でMMAデビュー。3回TKO勝利
2017年10月20日のBellator 185にてKristina Williamsと第2戦。しかし、2回TKO負け。
2018年2月16日のBellator 194にてアナ・フラトンと対戦。判定勝利。
2019年6月14日のBellator 222にてTaylor Turnerと対戦したが、初回TKO負け。
2021年7月10日、Bellatorよりハーディとの契約がないことが発表された。

## 戦績

### プロボクシング
- 27戦23勝（4KO）3敗1無効試合

| 戦           | 日付           | 勝敗 | 時間    | 内容        | 対戦相手               | 国籍           | 備考                                                         |
| ------------ | -------------- | ---- | ------- | ----------- | ---------------------- | -------------- | ------------------------------------------------------------ |
| 1            | 2012年8月2日   | ☆    | 4R      | 判定3-0     | Mikayla Nebel          | アメリカ合衆国 | プロデビュー戦                                               |
| 2            | 2012年10月24日 | ☆    | 4R      | 判定3-0     | Unique Harris          | アメリカ合衆国 |                                                              |
| 3            | 2012年12月8日  | ☆    | 4R      | 判定3-0     | Ivana Coleman          | アメリカ合衆国 |                                                              |
| 4            | 2013年1月23日  | ☆    | 4R      | 判定3-0     | Peggy Maerz            | カナダ         |                                                              |
| 5            | 2013年4月4日   | ☆    | 6R      | 判定3-0     | Mikayla Nebel          | アメリカ合衆国 |                                                              |
| 6            | 2013年7月24日  | ☆    | 4R 1:30 | TKO         | Cassie Trost           | アメリカ合衆国 |                                                              |
| 7            | 2013年11月9日  | ☆    | 2R 1:44 | TKO         | Ana Laura Gomez        | メキシコ       |                                                              |
| 8            | 2014年2月12日  | ☆    | 8R      | 判定2-1     | Cristina Fuentes       | アメリカ合衆国 |                                                              |
| 9            | 2014年3月21日  | ☆    | 8R      | 判定3-0     | Nydia Feliciano        | アメリカ合衆国 |                                                              |
| 10           | 2014年6月14日  | ☆    | 7R      | 負傷判定2-1 | Jackie Trivilino       | アメリカ合衆国 |                                                              |
| 11           | 2014年10月15日 | ☆    | 10R     | 判定3-0     | Crystal Hoy            | アメリカ合衆国 | WBC女子インターナショナルスーパーバンタム級王座獲得          |
| 12           | 2014年12月3日  | ☆    | 8R      | 判定3-0     | Elizabeth Anderson     | アメリカ合衆国 |                                                              |
| 13           | 2015年4月11日  | –    | 3R 1:57 | NC          | Renata Domsodi         | ハンガリー     | WBCインターナショナル王座保持                                |
| 14           | 2015年5月29日  | ☆    | 8R      | 判定3-0     | Noemi Bosques          | アメリカ合衆国 |                                                              |
| 15           | 2015年8月1日   | ☆    | 6R終了  | TKO         | Renata Domsodi         | ハンガリー     | WBCインターmナショナル王座防衛1                              |
| 16           | 2015年12月5日  | ☆    | 8R      | 判定3-0     | Noemi Bosques          | アメリカ合衆国 |                                                              |
| 17           | 2016年4月16日  | ☆    | 4R 0:48 | TKO         | Anna Donatella Hultin  | スウェーデン   |                                                              |
| 18           | 2016年6月25日  | ☆    | 8R      | 判定3-0     | Kirstie Simmons        | アメリカ合衆国 |                                                              |
| 19           | 2016年8月21日  | ☆    | 10R     | 判定2-0     | シェリー・ヴィンセント | アメリカ合衆国 | WBC女子インターナショナルフェザー級王座獲得                  |
| 20           | 2017年3月4日   | 勝利 | 8R      | 判定3-0     | エディナ・キス         | ハンガリー     | WBCインターナショナル王座防衛1                               |
| 21           | 2017年5月18日  | 勝利 | 8R      | 判定3-0     | エディナ・キス         | ハンガリー     | WBCインターナショナル王座防衛2                               |
| 22           | 2018年4月21日  | ☆    | 8R      | 判定3-0     | Iranda Paola Torres    | メキシコ       |                                                              |
| 23           | 2018年10月27日 | ☆    | 10R     | 判定3-0     | シェリー・ヴィンセント | アメリカ合衆国 | WBO女子世界フェザー級王座獲得                                |
| 24           | 2019年9月13日  | ★    | 10R     | 判定0-3     | アマンダ・セラノ       | プエルトリコ   | WBO正規・WBC暫定女子世界フェザー級タイトルマッチ WBO王座陥落 |
| 25           | 2021年5月14日  | ★    | 8R      | 判定0-3     | ジェシカ・カマラ       | カナダ         |                                                              |
| 26           | 2022年10月13日 | ☆    | 6R      | 判定3-0     | Calista Silgado        | コロンビア     |                                                              |
| 27           | 2023年2月23日  | ☆    | 8R      | 判定2-0     | テインナ・カルドーゾ   | ブラジル       |                                                              |
| 28           | 2023年8月5日   | ★    | 10R     | 判定0-3     | アマンダ・セラノ       | プエルトリコ   | WBA・WBC・IBF・WBO・IBO女子世界フェザー級タイトルマッチ      |
| テンプレート |                |      |         |             |                        |                |                                                              |

### 総合格闘技
| 総合格闘技 戦績 | 総合格闘技 戦績 | 総合格闘技 戦績 | 総合格闘技 戦績 | 総合格闘技 戦績 | 総合格闘技 戦績 | 総合格闘技 戦績 |
| --------------- | --------------- | --------------- | --------------- | --------------- | --------------- | --------------- |
| 4 試合          | (T)KO           | 一本            | 判定            | その他          | 引き分け        | 無効試合        |
| 2 勝            | 1               | 0               | 1               | 0               | 0               | 0               |
| 2 敗            | 2               | 0               | 0               | 0               | 0               | 0               |

| 勝敗 | 対戦相手          | 試合結果       | 大会名       | 開催年月日     |
| ×    | Taylor Turner     | 5分1R3:53 TKO  | Bellator 222 | 2019年6月14日  |
| 〇   | アナ・フラトン    | 5分3R終了 判定 | Bellator 194 | 2018年2月16日  |
| ×    | Kristina Williams | 5分2R2:00 TKO  | Bellator 185 | 2017年10月20日 |
| 〇   | Alice Yauger      | 5分3R4:47 TKO  | Bellator 180 | 2017年6月14日  |

## 獲得タイトル
- UBF女子インターナショナルスーパーバンタム級王座
- WBC女子インターナショナルスーパーバンタム級王座
- NABF女子フェザー級王座
- 第6代WBO女子世界フェザー級王座